# Floris Osmond
Floris Osmond (Paris, 10 de março de 1849 — Saint-Leu-la-Forêt, 18 de junho de 1912) foi um cientista e engenheiro francês.
É conhecido como um dos fundadores da metalografia. Deu o nome a diversas fases que ocorrem na microestrutura do ferro e do aço, como a martensita, em memória de Adolf Martens. Uma lista de suas obras foi publicada logo após sua morte.